# JAM (protéine)
Pour les articles homonymes, voir JAM.
Les JAM (pour « junctional adhesion molecule ») sont une famille de protéines transmembranaires.

## Membres
- JAM1,
- JAM2,
- JAM3,
- JAM4,
- JAML.

## Rôles
Ce sont des protéines de type immunoglobuline. Elles se situent au niveau des jonctions serrées, mais aussi à la surface des cellules sanguines et des cellules endothéliales et épithéliales.